# Jéri (langue)
Le jéri ou jeli, aussi appelé jeri kuo, est une langue mandée parlée en Côte d’Ivoire.